# Valzer (film)
Valzer è un film italiano del 2007, diretto da Salvatore Maira.
La pellicola è stata presentata, nella sezione Giornate degli autori, alla 64ª Mostra internazionale d'arte cinematografica di Venezia.
Ha la particolarità di essere stata girata in un unico piano sequenza di 90 minuti nell'hotel NH Santo Stefano di Torino.

## Trama
Assunta lavora in un lussuoso albergo; la sua collega, Lucia, da anni ha lasciato il lavoro in albergo per tentare di lavorare nel mondo dello spettacolo, senza informare suo padre che è in carcere in Argentina. Per anni Assunta, fingendosi Lucia, tiene i contatti con il padre. I due si scambiano numerose lettere che tengono in vita le speranze dell'uomo il quale, libero, va in albergo per incontrare sua figlia ed invece trova Assunta che ora non può più mentirgli. Il confronto tra i due è molto forte. Intanto nello stesso hotel, alcuni manager del calcio nazionale cercano di trarre vantaggi da uno scandalo appena scoppiato in ambito calcistico mostrando tutto il loro cinismo ed arrivismo.

## Accoglienza
Le recensioni al film sono numerose, ricordiamo le parole di Tullio Kezich "Chi deplora che nel cinema italiano c'è poco talento e niente novità dovrebbe affrettarsi a vedere questo film"  e quelle di Gaetano Maiorino sul film "Danzano fluttuando sullo schermo. Viaggiano su binari stabiliti eppure imprevedibili. Nascono dall’ombra, si mischiano fra loro, si alternano, si scontrano, si sostituiscono, scompaiono, ritornano. I personaggi di Valzer, l’ultimo affascinante film di Salvatore Maira, sembrano giocare con lo schermo magico del cinema. Ingabbiati in una struttura che volontariamente si compone di un unico piano sequenza, novanta minuti senza stacchi di montaggio, non risentono assolutamente delle costrizioni, delle regole preordinate, dei rigorosi tempi di recitazione, di ingresso in scena, della sincronia che a volte (ma non stavolta) può essere rischiosa forzatura […] un piccolo gioiello del cinema italiano, vincitore di due premi internazionali […] Maira mette al proprio servizio la macchina da presa, la piega, la fa girare su se stessa come appunto in un valzer, la modella e allo stesso tempo plasma il suo racconto: un equilibrio senza precedenti." 

## Riconoscimenti
- Festival di Venezia 2007
  - Giornate degli autori: Premio Pasinetti - Menzione al Film
  - Premio Pasinetti alla migliore attrice a Valeria Solarino
- Festival di Annecy Cinéma Italien - Premio CICAE
- Tokyo International Film Festival - Premio come migliore contributo artistico